# Pamplona (Camarines Sur)
Pamplona (Bayan ng Pamplona) är en kommun i Filippinerna. Kommunen ligger på ön Luzon, och tillhör provinsen Camarines Sur. Folkmängden uppgår till 36 390 invånare år 2015.

## Barangayer
Pamplona är indelat i 17 barangayer.
| - Batang - Burabod - Cagbibi - Cagbunga - Calawat - Del Rosario - Patong - Poblacion - Salvacion | - San Gabriel - San Isidro - San Rafael - San Ramon - San Vicente - Veneracion (Taguilid) - Tambo - Tampadong |